# Big Rapids
Big Rapids est une cité située dans l’État américain du Michigan. Elle est le siège du comté de Mecosta. Selon le recensement de 2020, sa population est de 7 727 habitants.
La cité abrite l’Université d'État Ferris.